# Торопово (Бабаевский район)
Торопово — деревня в Бабаевском районе Вологодской области. Административный центр Тороповского сельского поселения.
С точки зрения административно-территориального деления — центр Тороповского сельсовета.
Расположена на берегах реки Колпь. Расстояние по автодороге до районного центра Бабаево составляет 26 км. Ближайшие населённые пункты — Вантеево, Смородинка, Старый Завод.
Население по данным переписи 2002 года — 492 человека (221 мужчина, 271 женщина). Преобладающая национальность — русские (97 %).